# Ivan Sabanov
Ivan Sabanov (* 25. Juni 1992 in Subotica, Serbien) ist ein serbisch-kroatischer Tennisspieler, der seit 2021 für sein Geburtsland Serbien antritt.

## Karriere
Sabanov spielt seit 2011 regelmäßiger Profiturniere, dabei hauptsächlich in der Nähe seines Heimatlandes in Südosteuropa auf der ITF Future Tour und der ATP Challenger Tour. Erfolge verbucht er dabei fast ausschließlich im Doppel. Seinen ersten von insgesamt 20 Future-Titeln im Doppel gewann er 2013 in seinem Geburtsland Serbien. Seine Premiere auf der höher dotierten Challenger Tour feierte er 2015 in Cortina d’Ampezzo, wo er im Doppel sogleich bis ins Halbfinale vordrang. Sein Zwillingsbruder Matej spielte wie bei fast allen Turnieren als Doppelpartner an seiner Seite. Nach einigen weiteren Halbfinals erreichte die Paarung Ende 2017 in Bangalore ihr erstes Challenger-Finale. Das Jahr beendete Sabanov auf Platz 197 der Weltrangliste und damit erstmals innerhalb der Top 200.
Mitte 2018 bekamen die Zwillingsbrüder von der Turnierleitung des Turniers in Umag eine Wildcard für das Doppelfeld. Hier verloren sie 4:6, 7:5, [8:10] gegen Roman Jebavý und Jiří Veselý. Ein Jahr später gewannen sie in San Benedetto ihren ersten Challenger-Titel.

## Erfolge
| Legende (Anzahl der Titel) |
| -------------------------- |
| Grand Slam                 |
| ATP Tour Finals            |
| ATP Tour Masters 1000      |
| ATP Tour 500               |
| ATP Tour 250 (1)           |
| ATP Challenger Tour (5)    |

| ATP-Titel nach Belag |
| -------------------- |
| Hartplatz (0)        |
| Sand (1)             |
| Rasen (0)            |

### Doppel

#### Turniersiege

##### ATP Tour
| Nr. | Datum          | Turnier | Belag | Partner       | Finalgegner                 | Ergebnis  |
| --- | -------------- | ------- | ----- | ------------- | --------------------------- | --------- |
| 1.  | 24. April 2021 | Belgrad | Sand  | Matej Sabanov | Ariel Behar Gonzalo Escobar | 6:3, 7:65 |

##### ATP Challenger Tour
| Nr. | Datum              | Turnier       | Belag     | Partner       | Finalgegner                            | Ergebnis          |
| --- | ------------------ | ------------- | --------- | ------------- | -------------------------------------- | ----------------- |
| 1.  | 20. Juli 2019      | San Benedetto | Sand      | Matej Sabanov | Sergio Galdós Juan Pablo Varillas      | 6:4, 4:6, [10:5]  |
| 2.  | 21. August 2021    | Lüdenscheid   | Sand      | Matej Sabanov | Denys Moltschanow Alexander Nedowessow | 6:4, 2:6, [12:10] |
| 3.  | 25. September 2022 | Sibiu         | Sand      | Matej Sabanov | Alexander Erler Lucas Miedler          | 3:6, 7:5, [10:4]  |
| 4.  | 4. März 2023       | Waco          | Hartplatz | Matej Sabanov | Evan King Mitchell Krueger             | 6:1, 3:6, [12:10] |
| 5.  | 17. August 2024    | Todi          | Sand      | Matej Sabanov | Filip Bergevi Mick Veldheer            | 6:4, 7:63         |

#### Finalteilnahmen
| Nr. | Datum         | Turnier | Belag | Partner       | Finalgegner               | Ergebnis |
| --- | ------------- | ------- | ----- | ------------- | ------------------------- | -------- |
| 1.  | 9. April 2022 | Houston | Sand  | Matej Sabanov | Matthew Ebden Max Purcell | 3:6, 3:6 |